# Chū Asai
Chū Asai (jap. 浅井 忠 Asai Chū); ur. 22 lipca 1856, zm. 16 grudnia 1907 – japoński malarz, jeden z pierwszych przedstawicieli malarstwa w stylu zachodnim (yōga).
Urodził się w Edo. Jego ojciec był samurajem w służbie pana hanu Sakura (ob. prefektura Chiba). Otrzymał wykształcenie zgodne ze swoim stanem społecznym, uczył się klasycznego malarstwa i sztuki kaligrafii, poznał też malarstwo w stylu nanga. W 1876 roku rozpoczął studia malarskie w Tokio u Shinkurō Kunisawy (1847–1877) i Antonio Fontanesiego (1818–1882), prekursorów malarstwa w stylu zachodnim (yōga) w Japonii. W 1889 roku wraz z grupą innych artystów o podobnych zapatrywaniach powołał do życia stowarzyszenie Meiji Bijutsu-kai, zajmujące się propagowaniem nowej sztuki. W latach 1900–1902 odbył podróż do Francji. Do jego uczniów należeli Hakutei Ishii (1882–1958), Ryūzaburō Umehara (1888–1986) i Sōtarō Yasui (1888–1959).
W początkowych okresie swojej twórczości pozostawał pod silnym wpływem Antonio Fontanesiego, tworząc pejzaże w stylu szkoły z Barbizon, cechujące się ciemną kolorystyką z dominacją brązów. Po 1900 roku, pod wpływem podróży do Francji, zbliżył się w kierunku impresjonistów, rozjaśniając paletę barw i próbując uchwycić efekty powietrzne oraz światło słoneczne.

## Galeria

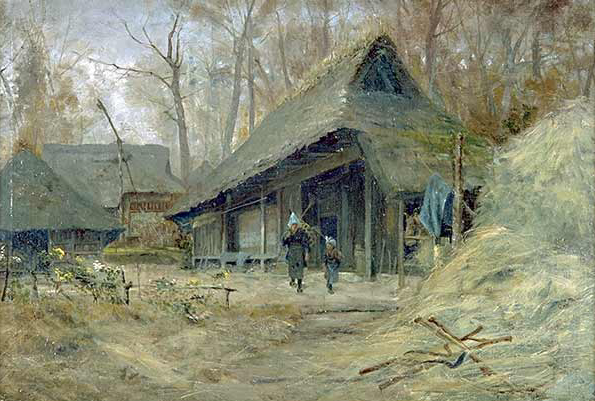
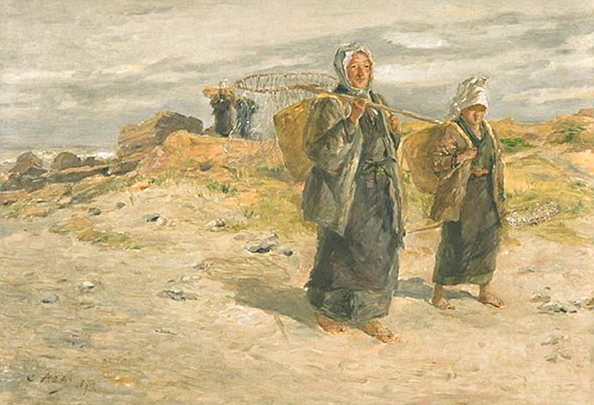
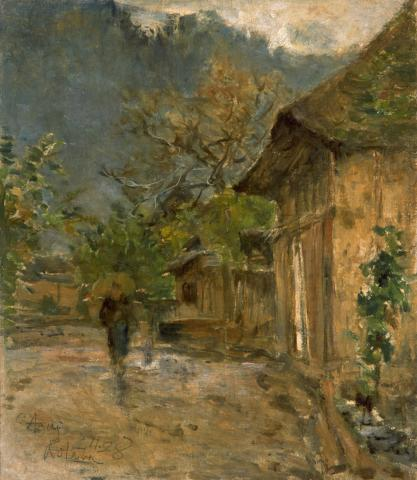
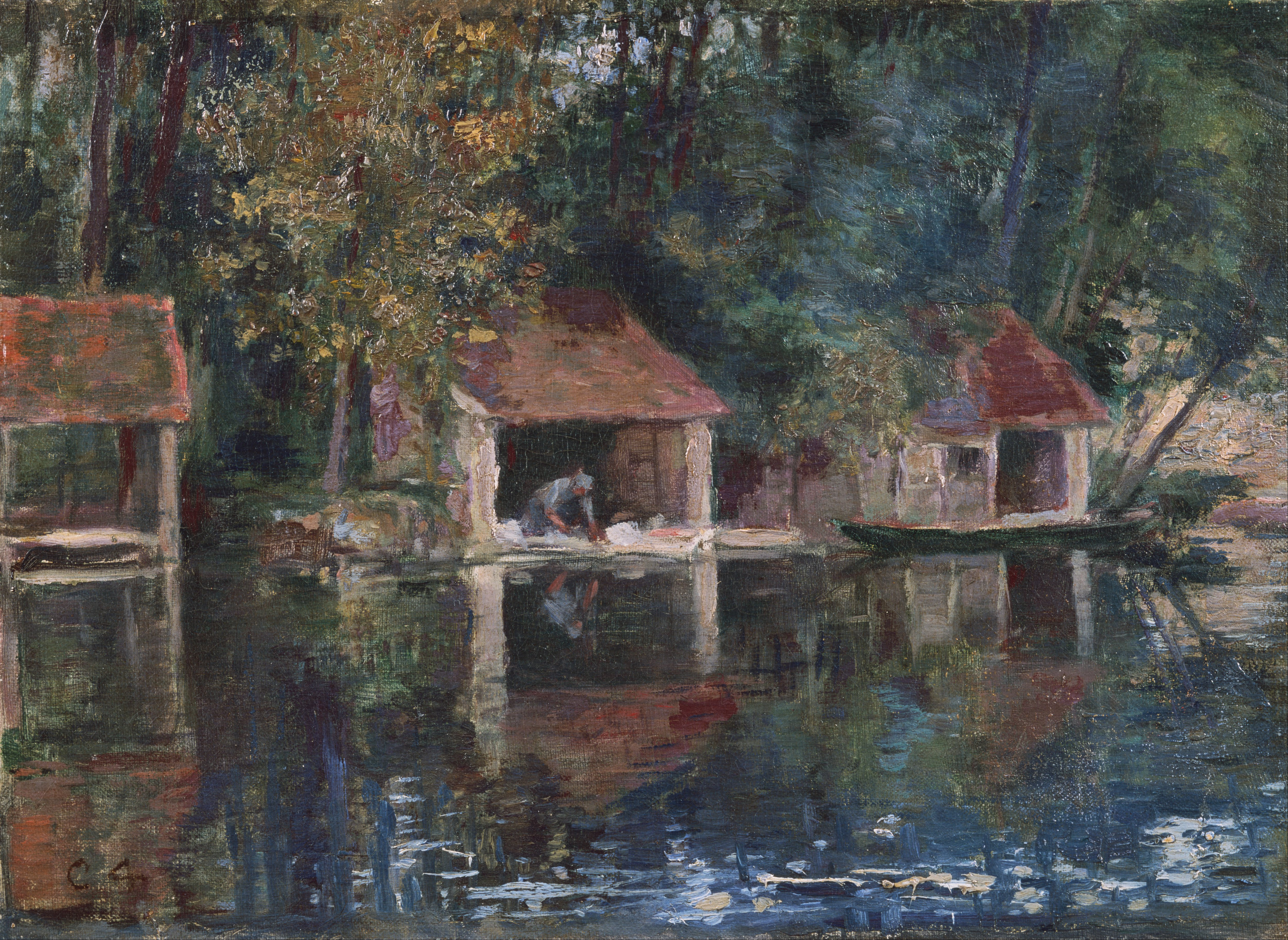
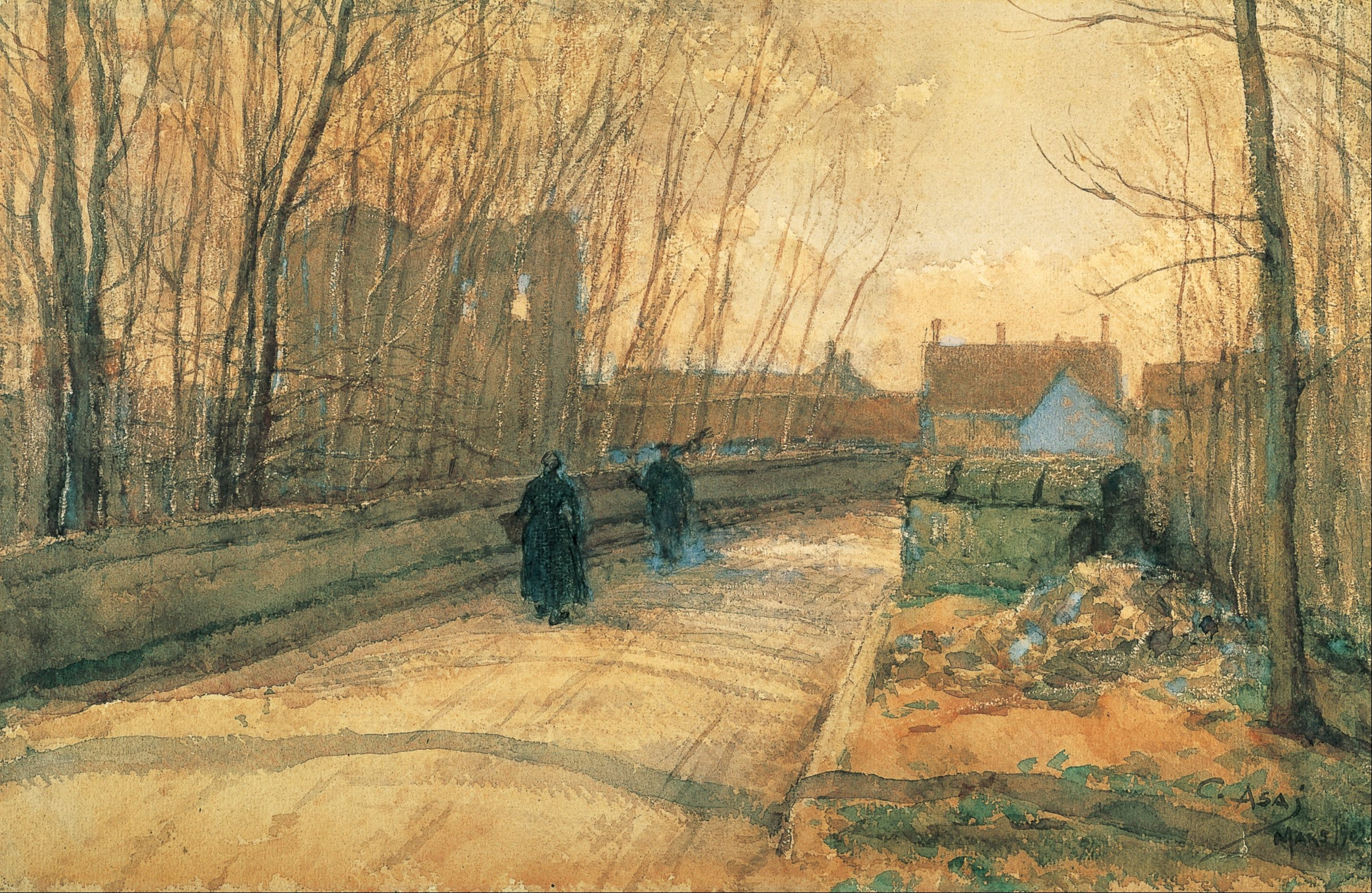